# Johnston Canyon

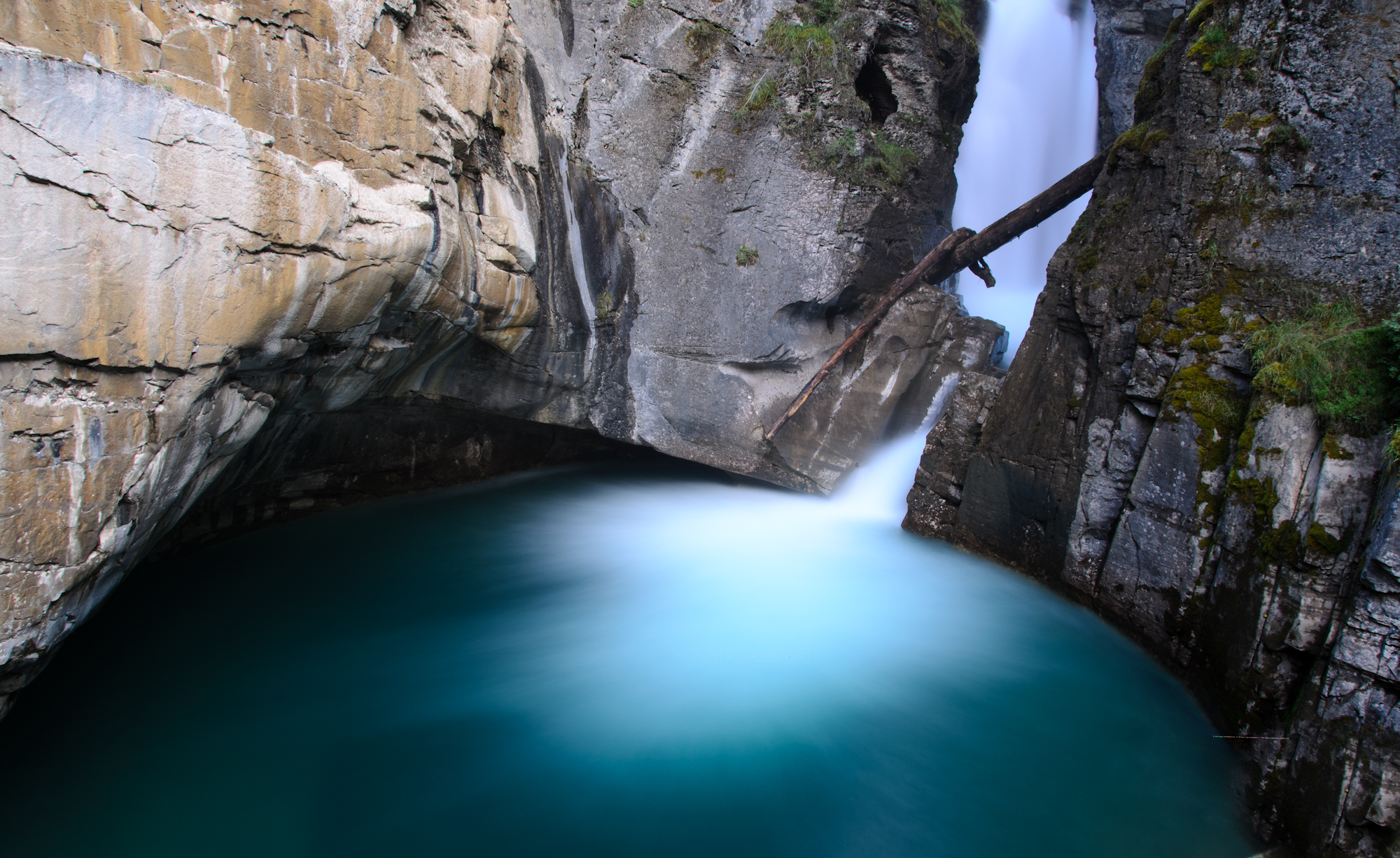
Johnston Canyon-Lower Falls

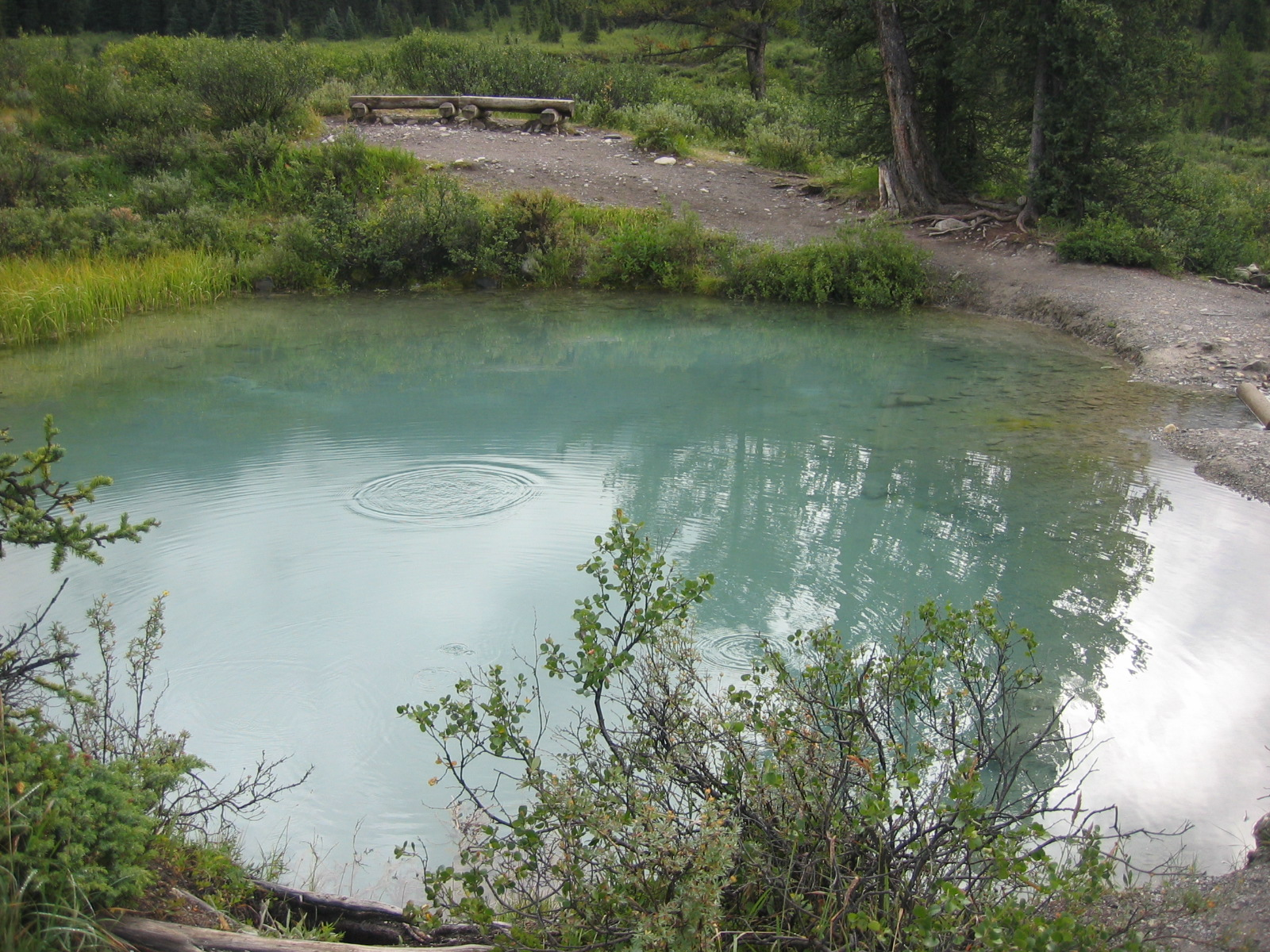
Ink Pots

Johnston Canyon ist eine Schlucht im Banff-Nationalpark in der kanadischen Provinz Alberta. Sie liegt am Bow Valley Highway, dem Alberta Highway 1A, zwischen Banff und Lake Louise. Die Schlucht wird durch den Johnston Creek geformt.
Der Beginn des Weges in der Schlucht ist asphaltiert und gut begehbar (ca. 1,2 km lang) bis zu den Lower Falls, einem etwa zehn Meter hohen Wasserfall. Nach weiteren 1,3 Kilometern gelangt man zu den Upper Falls, die wesentlich beeindruckender aussehen und ca. 30 Meter hoch sind. Von dort führt ein steilerer, 3,2 Kilometer (vom Parkplatz aus 5,7 km) langer Weg zu den Ink Pots, kleine Seen die sehr schön in die Landschaft eingebettet sind und aus denen regelmäßig Blasen aufsteigen. Die Seen haben verschiedene Farben. Die geringe Tiefe der unterirdischen Quelle hält die Wassertemperatur während eines Großteils des Jahres bei um die 4 °C.